# Shwebo
Shwebo – miasto w Mjanmie, w prowincji Sikong. Według danych na rok 2014 liczyło 69 036 mieszkańców.